# Peștera Valea Cetății

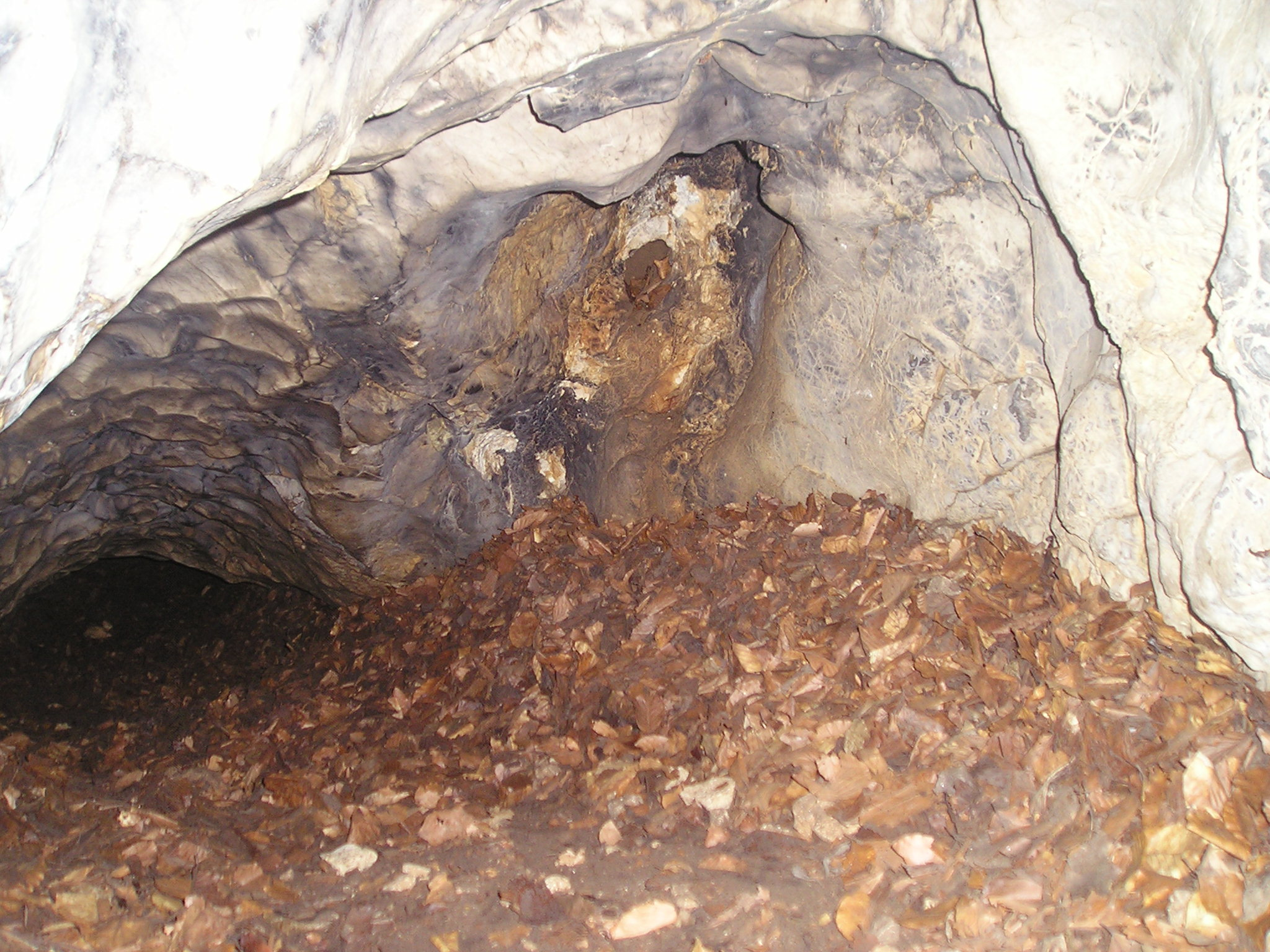
Vechea intrare - Peștera Valea Cetății (Fundata), Râșnov

Peștera Valea Cetății este o peșteră situată la aproximativ 3 km de orașul Râșnov, pe șoseaua Valea Cetății spre Poiana Brașov, situată la 825 m altitudine. Peștera descoperită acum circa 60 de ani (aprox. 1949, când în urma unei explozii hidraulice - datorită sedimentelor acumultate si a intrării foarte înguste -  a fost desfundată intrarea în peșteră, de unde și numele de peștera Fundata). Galeria principală are o lungime totală de circa 958 m.
De la începutul anului 2011, Peștera Valea Cetății (Fundata) a fost parțial amenajată introdusă în circuitul turistic. Peștera dispune de locuri de acces pentru vizitatori, dar și trotuare, balustrade, pasarele, bare de protecție, scări și un sistem de iluminat in interiorul peșterii.   
Înainte de 2011 in peștera  intrarea se faceă anevoios, doar pe burtă. Dar cu un echipament adecvat, Peștera Valea Cetății se poate admira în toată splendoarea ei. Deși cu ceva timp în urmă ea a fost vandalizată, încă mai pot fi observate în "Sala Mare" stalactite și stalacmite de diferite mărimi, printre care una de 2 m înălțime. 
Din "Sala Mare", cu o înălțime de peste 20 m și aproximativ 2500 mp, pleacă în diferite direcții galerii secundare de diferite mărimi. Pereții peșterii sunt în general acoperiți cu scurgeri de calcit. Peștera Valea Cetății (Fundata) are o extensie de 200,6 m si indicele de ramificare de 4,77. Infiltrațiile de apă din peșteră sunt numeroase și dispuse pe întreaga rețea de galerii. Cantitatea de apă ajunsă aici variază in funcție de sezon, dar o anumită cantitate de apă se datorează și fenomenului de condensare la contactul aerului cu pereții peșterii. Peștera de pe Valea Cetății a avut într-o primă fază galeriile umplute cu apă, coroziunea largind astfel spațiile, iar după trecerea la nivel de curgere liber, eroziunea a modelat și pe verticală. 
Peștera Valea Cetății a fost declarată Zonă naturală protejată de interes național și monument al naturii, conform Legii nr. 5 din 6 martie 2000 privind aprobarea Planului de amenajare a teritoriului național - Secțiunea a III-a - zone protejate, publicat în Monitorul Oficial al României nr. 152 din 12 aprilie 2000. 

## Galerie imagini

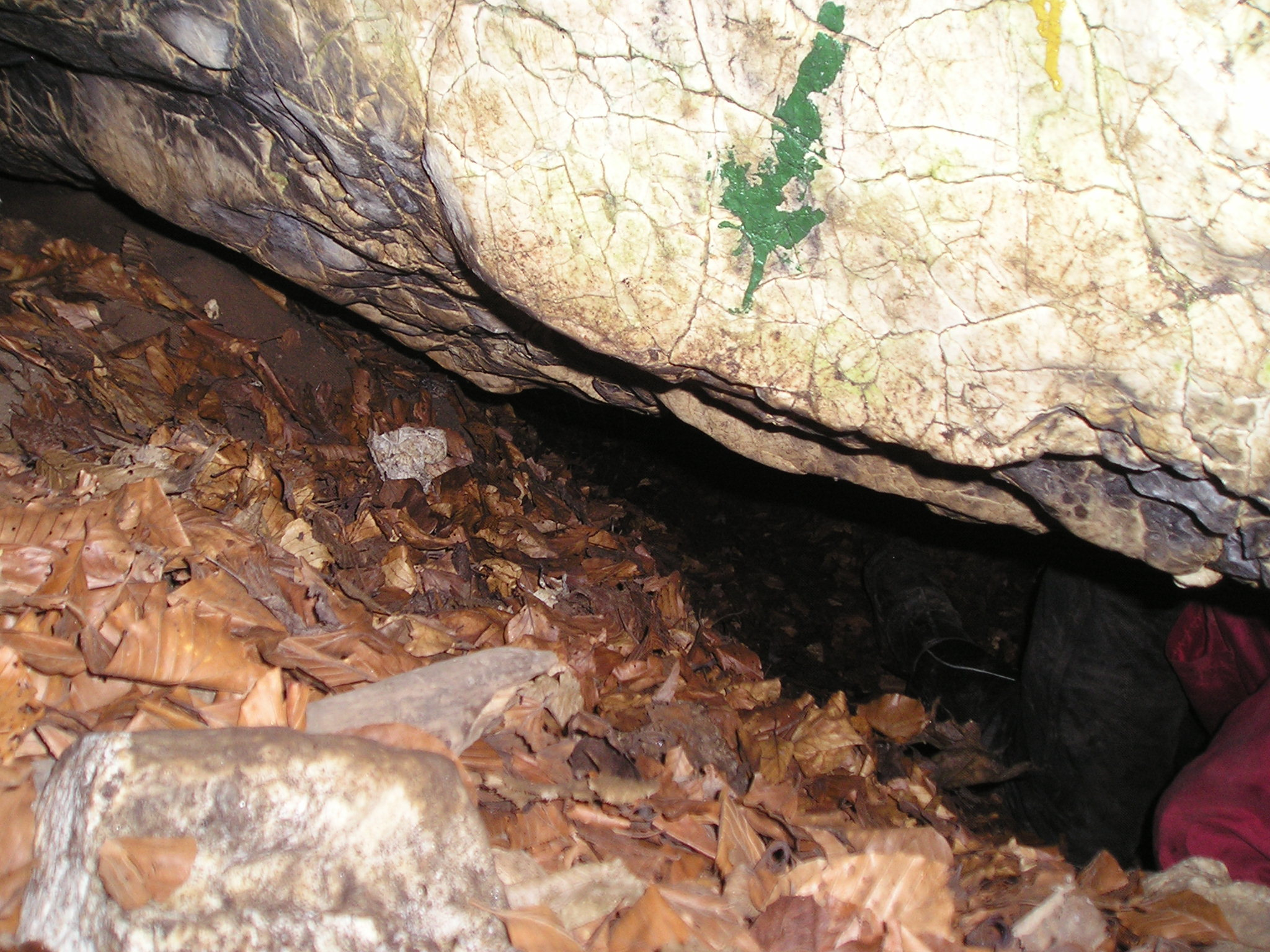
Vechea intrare - Peștera Valea Cetății (Fundata), Râșnov
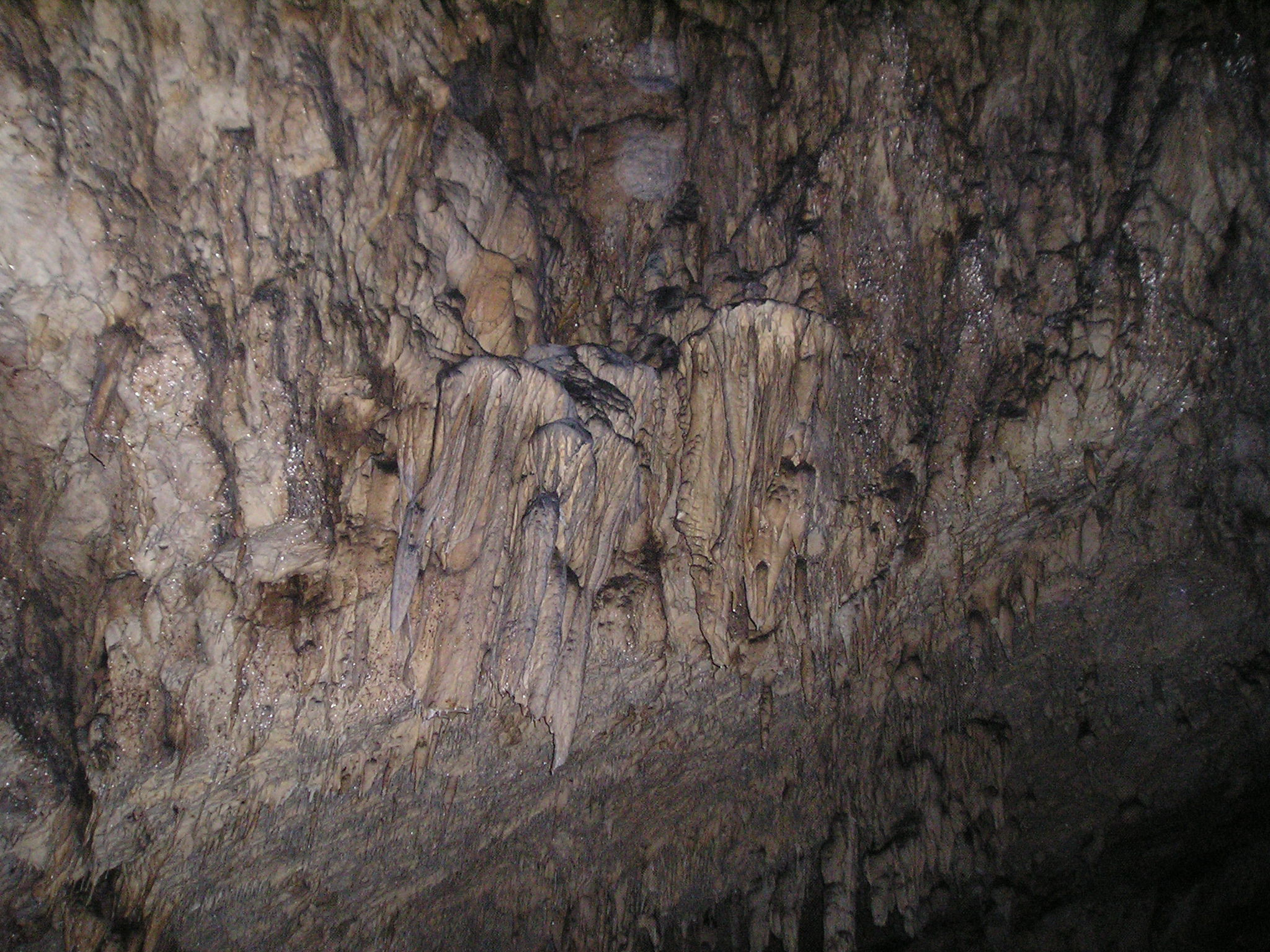
Sala Mare - Peștera Valea Cetății, Râșnov
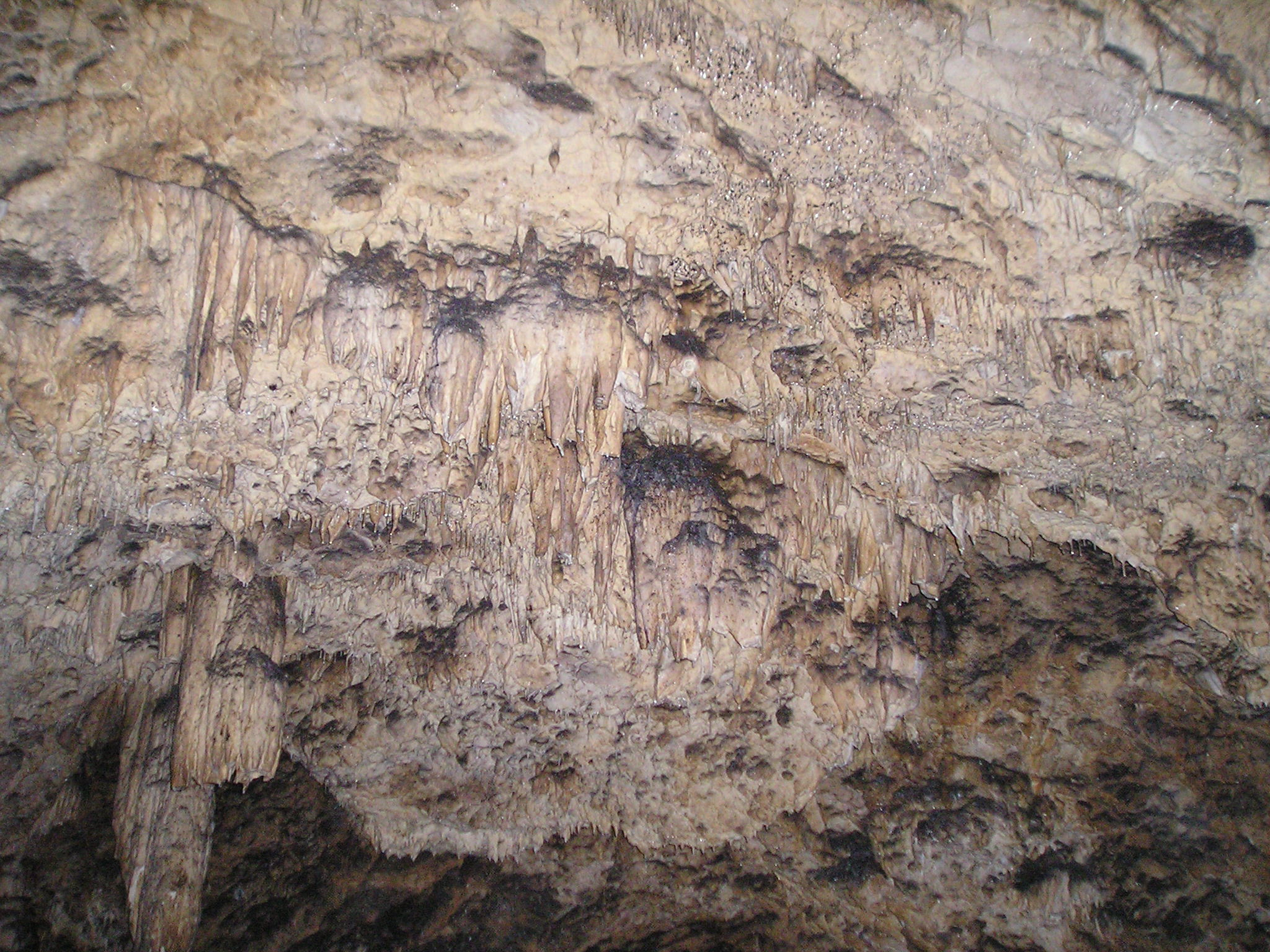
Stalactite - Sala Mare - Peştera Fundata, Râșnov
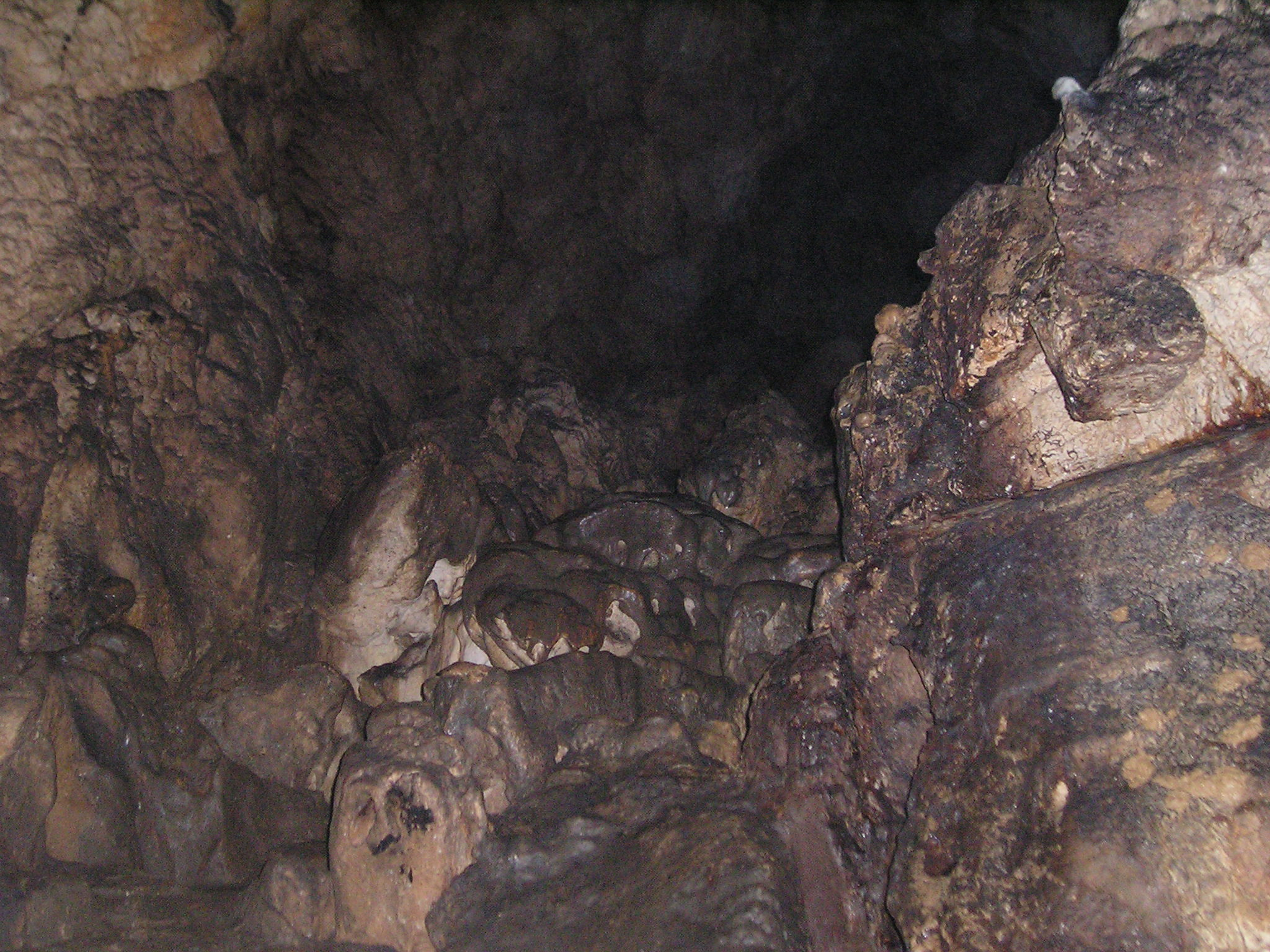
Galerie secundară - Sala Mare - Peștera Valea Cetății (Fundata), Râșnov
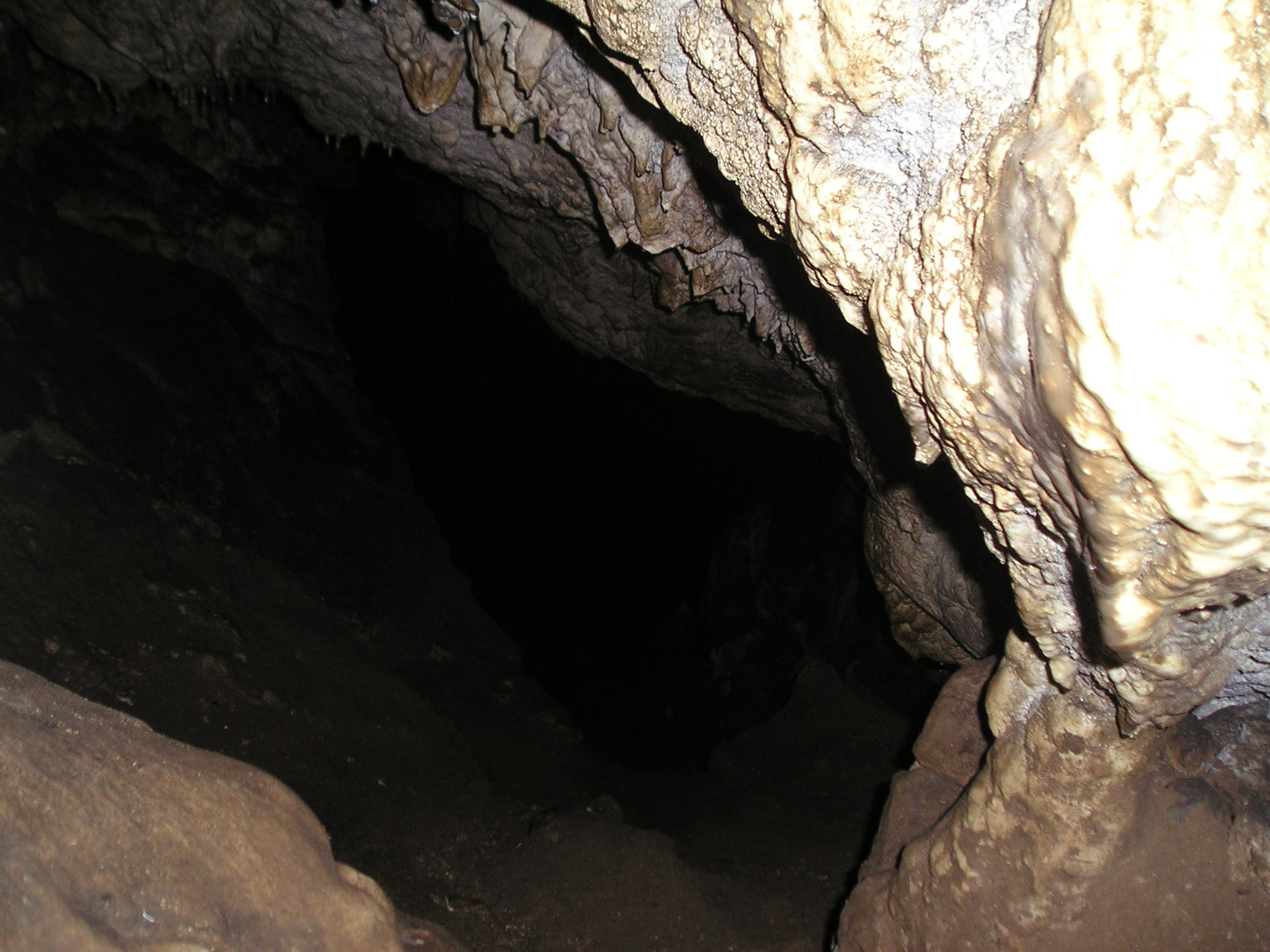
Galerie secundară - Sala Mare - Peștera Valea Cetății (Fundata), Râșnov
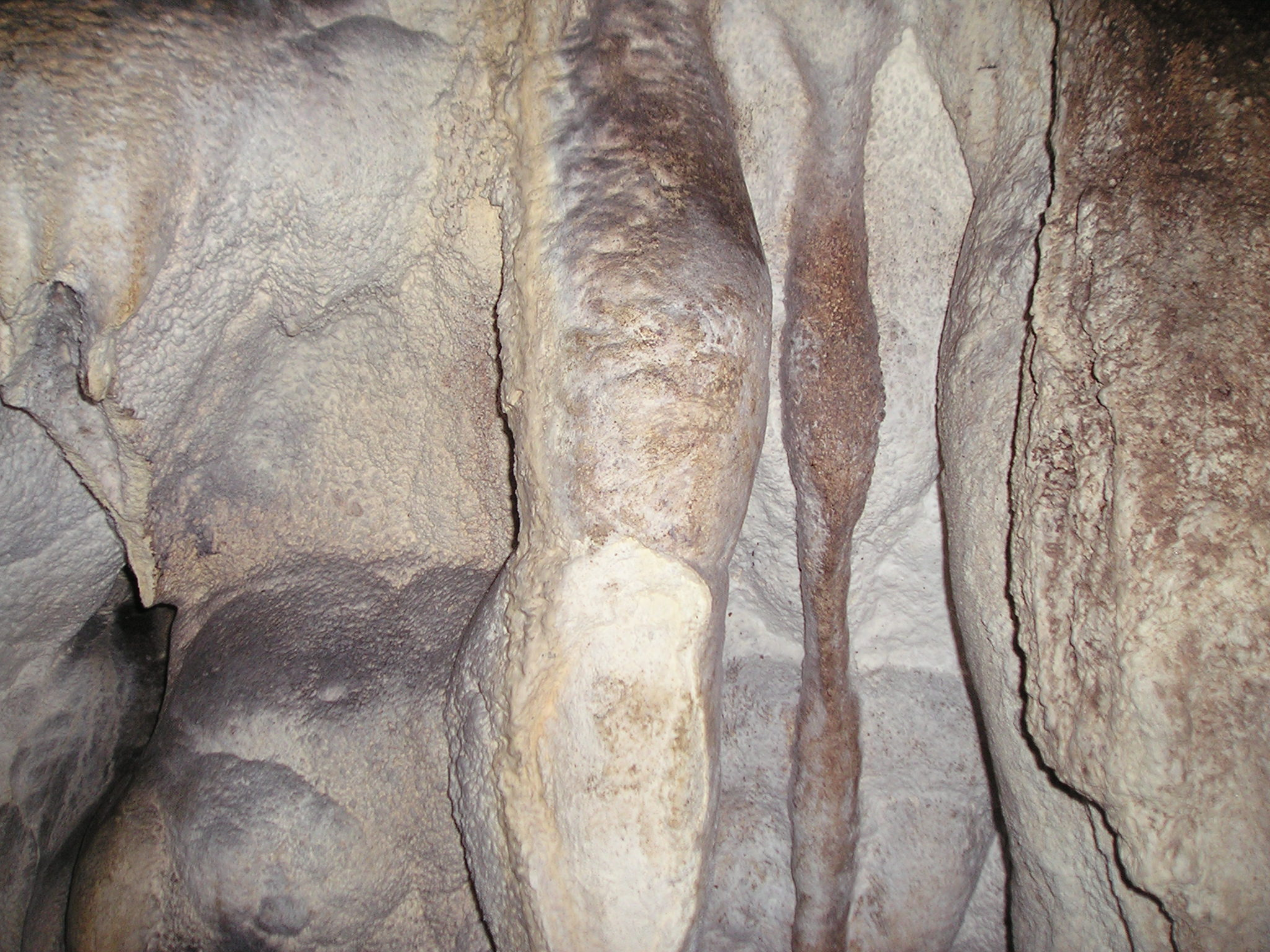
Sala Mare - Peștera Valea Cetății, Râșnov
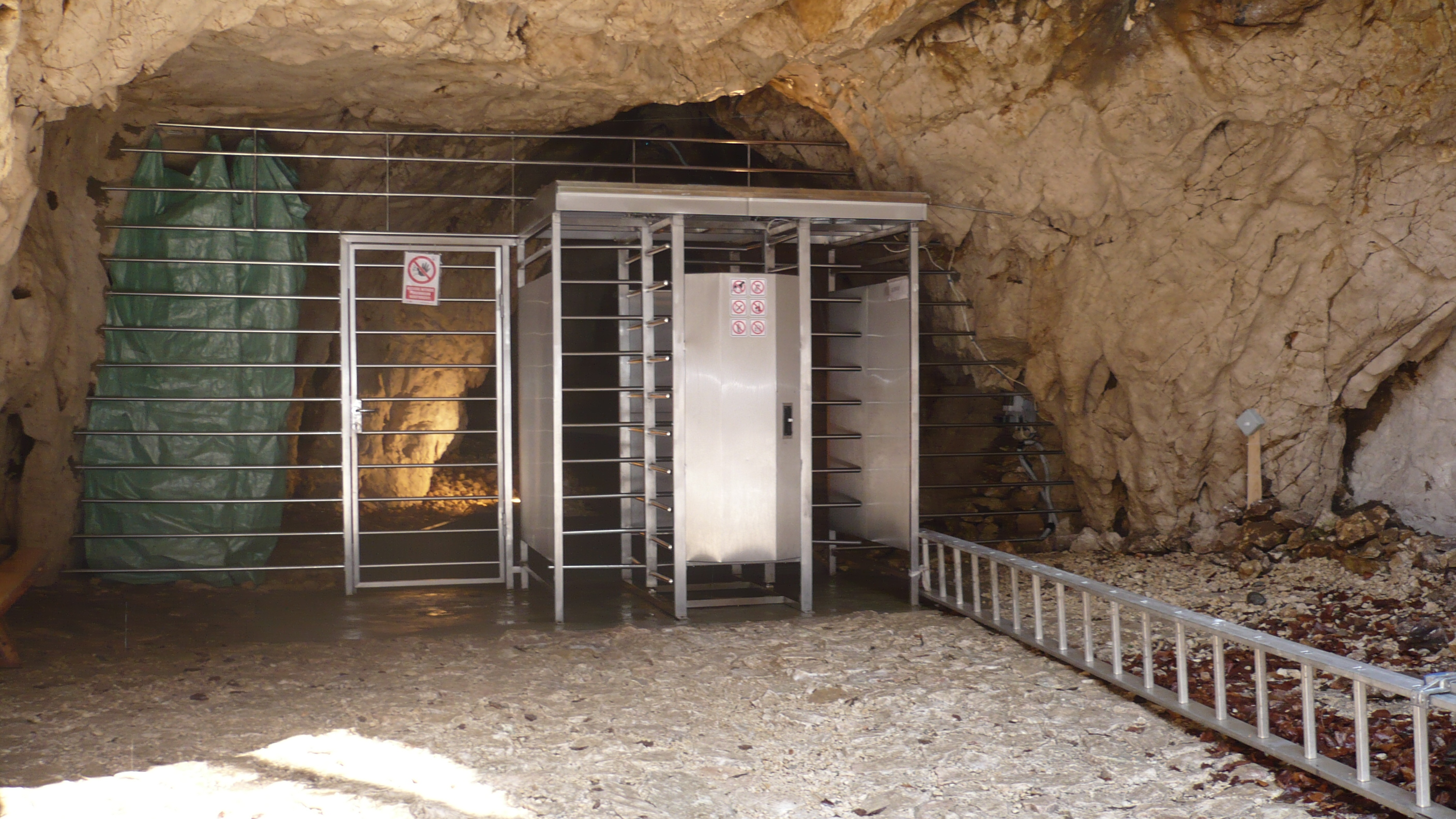
Noua intrare (2010) - Peștera Valea Cetății, Râșnov
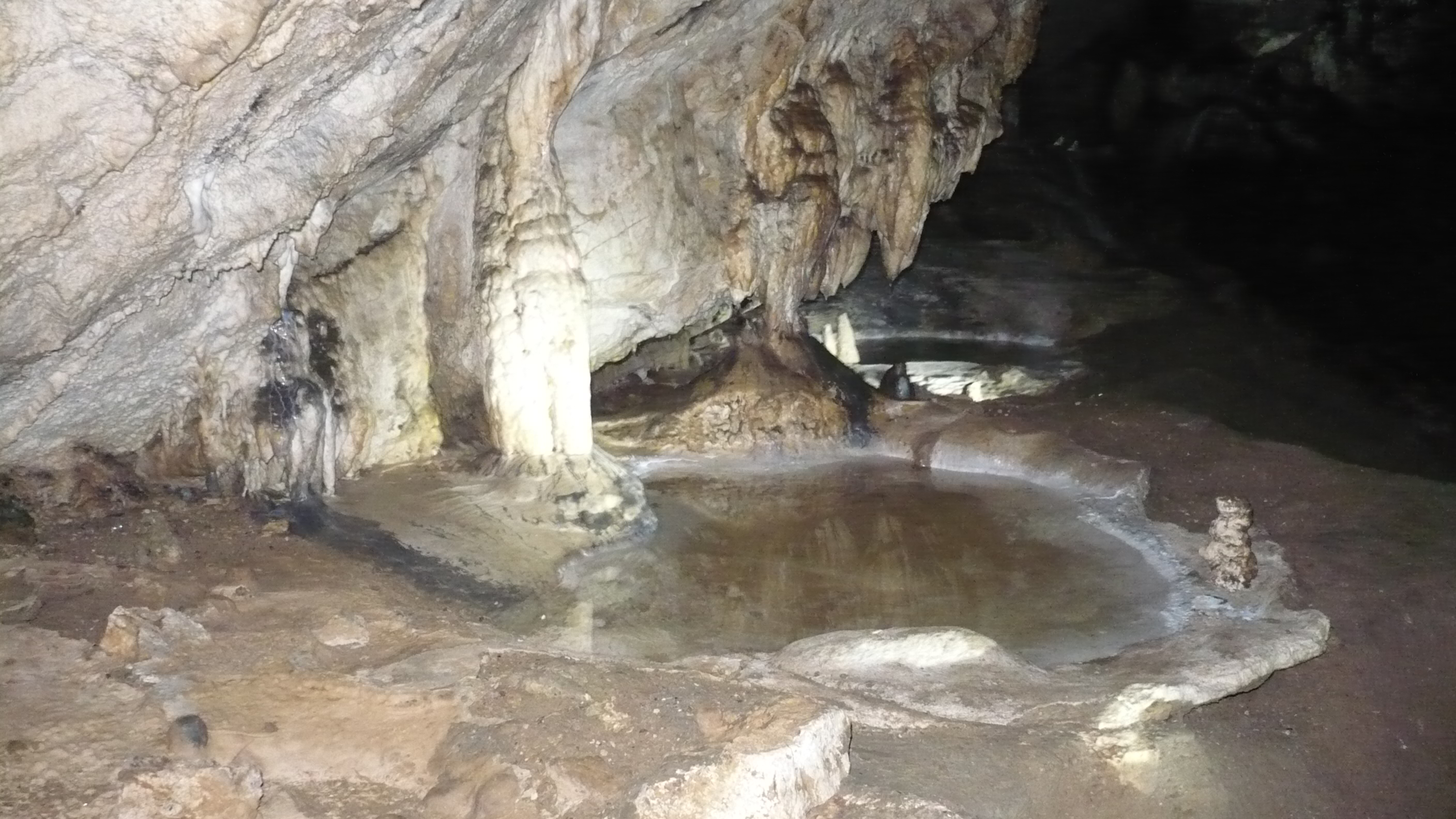
Peștera Valea Cetății, Râșnov
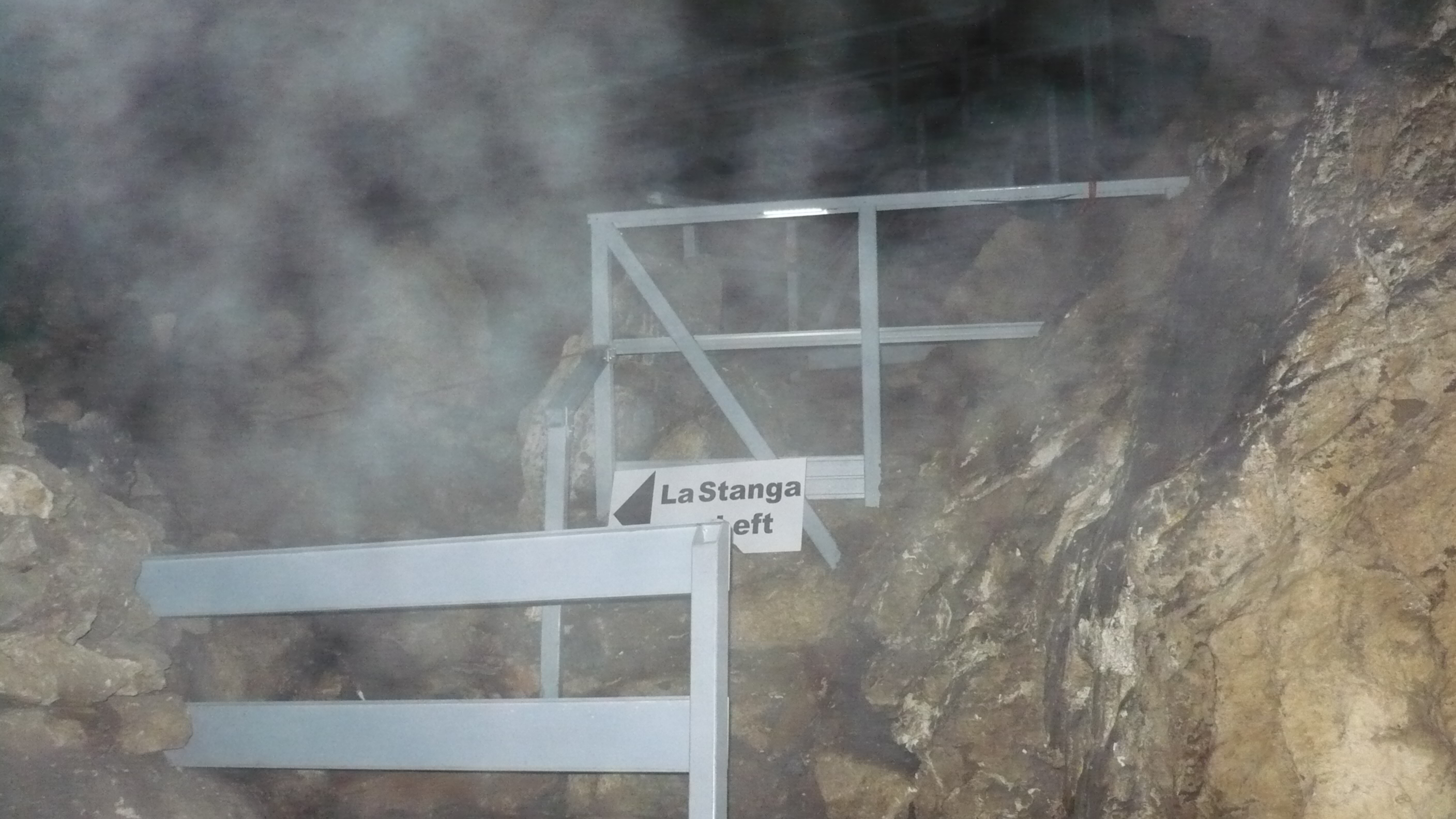
Peștera Valea Cetății (2011), Râșnov
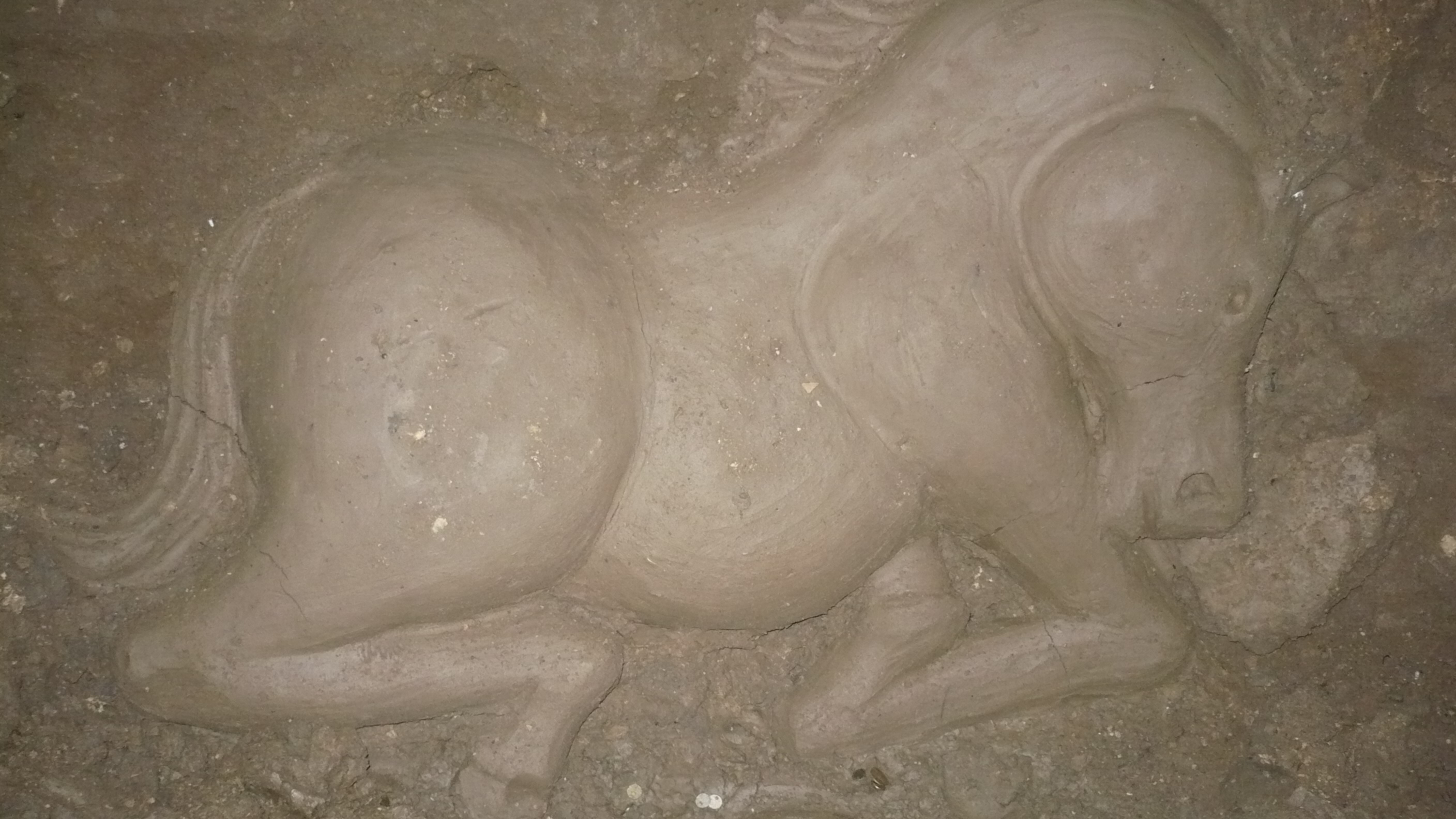
Peștera Valea Cetății (2011), Râșnov
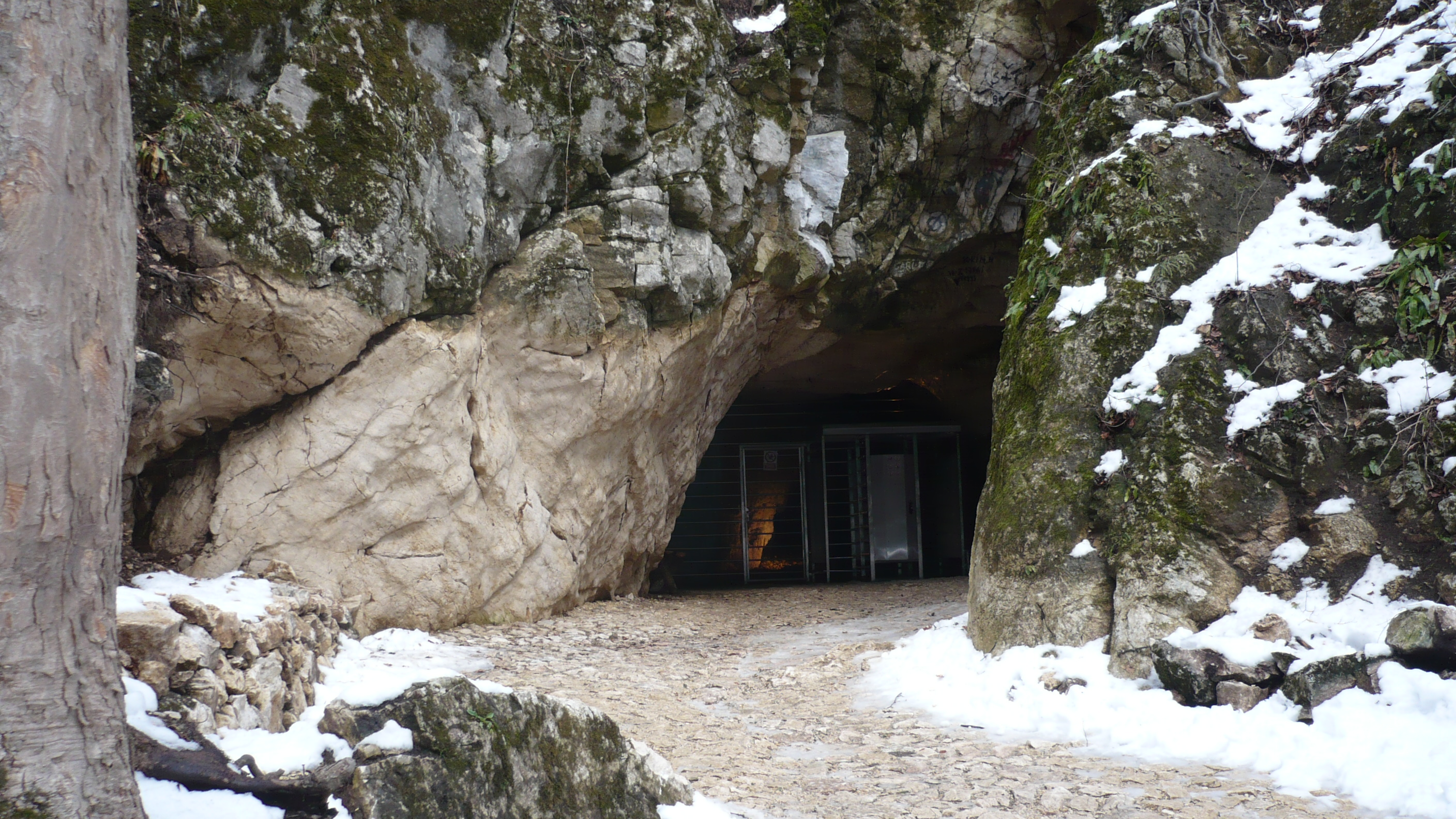
Noua intrare (2010) - Peștera Valea Cetății, Râșnov